# Економіка Об'єднаних Арабських Еміратів
ОАЕ — велика нафтодобувна країна.

## Загальний опис
Основні галузі економіки: нафтогазова і нафтохімічна, рибна, конструкційних матеріалів, дрібне кораблебудування. Завдяки прискореному розвитку нафтогазової промисловості в ОАЕ забезпечено найвищий серед держав Аравійського півострова середній річний прибуток на душу корінного населення. У економіці ОАЕ зберігаються традиційні галузі господарства (оазисне землеробство, промисли, ремесла, транзитна торгівля) і швидко розвивається нафтогазодобувна промисловість, що забезпечує більшу частину державних прибутків і майже всі валютні надходження. Розвиваються також нафто- і газопереробна, нафтохімічна і металургійна галузі промисловості. Перевезення здійснюються автотранспортом і морськими суднами. Найбільші морські порти-термінали — Рашид і Зейд, порти — Джебель-Алі, Міна-Халед. Завдяки великим прибуткам від експорту нафти була значно поліпшена транспортна мережа. У ОАЕ немає залізниць, але добре розвинена мережа автомобільних доріг, що з'єднують основні міста країни. На початку 1990-х років в країні було шість міжнародних аеропортів. У 1988 в Дубаї був відкритий морський порт Джебель-Алі, із найбільшою у світі штучною гаванню.

## Історія
У 1996 ВВП становив приблизно 72,9 млрд дол. Близько однієї третини ВВП припадає на частку нафтової промисловості. Нафта становить 66 % експорту країни, а платежі місцевих і міжнародних компаній за нафтові концесії є головним джерелом державних прибутків. Запасів нафти і газу приблизно вистачить до ХХІІ ст., за умови, якщо обсяг її видобутку залишиться на рівні 1980-х років. Основним нафтодобувним районом є Абу-Дабі, найважливішим торговим і промисловим центром — Дубай. Емірат Дубай найпотужніший — він забезпечує понад 80 % прибутку ОАЕ. Значні прибутки від експорту нафти дозволили фінансувати більшу частину програм розвитку і визначили консервативний і в цілому прозахідний курс ОАЕ, а також їх тісні зв'язки з Саудівською Аравією.
| Рік  | ВВП (мільйонів дирхамів ОАЕ) | Курс до долара США | Індекс інфляції (2000=100) |
| ---- | ---------------------------- | ------------------ | -------------------------- |
| 1980 | 109,833                      | 3,70 дирхамів      | 85                         |
| 1985 | 100,400                      | 3,67 дирхамів      | 57                         |
| 1990 | 123,541                      | 3,67 дирхамів      | 69                         |
| 1995 | 157,144                      | 3,67 дирхамів      | 89                         |
| 2000 | 259,247                      | 3,67 дирхамів      | 100                        |
| 2005 | 491,265                      | 3,67 дирхамів      | 121                        |

За даними [Index of Economic Freedom, The Heritage Foundation, U.S.A. 2001]: ВВП — $ 45,4 млрд. Темп зростання ВВП — (-5,7)%. ВВП на душу населення — $16666. Імпорт товарів і послуг г.ч. з: Японії — 9,3 %; Великої Британії — 8,7 %; США — 7,9 %; Німеччини — 6,4 %; Італії — 5,3 %. Експорт в: Японію — 29,0 %; Південну Корею — 10,0 %; Індію — 6,1 %; Сінгапур — 4,5 %; Оман — 3,7 %.
Іншими важливими галузями економіки, крім видобутку нафти і газу, є обробна промисловість, нафтоперероблення, суднобудування і ремонт морських суден, рибальство, землеробство і кочове скотарство. У основному вирощуються фініки і овочі. Робляться зусилля для досягнення самозабезпечення зерном, але цьому перешкоджає нестача прісної води. Розводять домашніх птахів і велику рогату худобу. Кочовики розводять вівці, кіз і верблюдів.
У структурі ВВП росте питома вага промисловості. Крім нафтопродуктів, країна виробляє сталь, алюміній, добрива, цемент, пластмаси, верстати та одяг. Виробництво електроенергії в країні — 110 млрд кВт·год (2014).